# BanG Dream!角色列表
此為《BanG Dream!》中的登場人物，包含動畫《BanG Dream!》及其迷你動畫、劇場版和手機遊戲《BanG Dream! 少女樂團派對》。

## Poppin'Party
以香澄為中心所組成的樂團。成員皆為花咲川女子學園高中部一年級生，除了有咲在1年B班，其餘成員皆屬一年A班。第二季起全員升上二年級，香澄、有咲為二年A班，里美、沙綾為二年B班，多惠為二年E班。手遊六週年後全员升上三年级。
戶山香澄（聲：愛美）
《BanG Dream!》的主角。主唱兼吉他擔當。花咲川女子學園高中一年級生（動畫第一季、手遊二週年前）→高中二年級生（動畫第二季起、手遊二週年～六週年）→高中三年級生（手遊六週年後）。
生日7月14日，巨蟹座。身高156cm。血型A型。喜歡的食物為薯條和白飯，討厭的食物為納豆。個性開朗活泼，興趣是唱卡啦OK、冒險、嘗試各式各樣的事物。
樂團的作詞擔當。一直在尋找小時候仰望星空時所聽見的星之鼓動那般事物，閃閃發亮又令人心動。偶然間尋得流星堂的星型吉他，並在聽了Glitter☆Green的演奏後得出樂團這個答案。該把星型吉他原為有咲預定典當的物品，然后轉讓給香澄。短時間內成功拉有咲、里美、多惠一起組樂團，以及說服沙綾重新玩樂團，成了Poppin'Party的起點。
性格樂觀且行動力很高，很快就能與人打成一片，所以身邊總是圍繞著各式各樣的朋友。是育美的兒時玩伴和明日香的姐姐。因為開朗的性格，也成為真白和六花的仰慕對象。
花園多惠（聲：大塚紗英）
吉他手。花咲川女子學園高中一年級生（動畫第一季、手遊二週年前）→高中二年級生（動畫第二季起、手遊二週年後）→高中三年級生（手遊六週年後）。
生日12月4日，射手座。身高164cm。血型O型。喜歡的食物為漢堡排和小豆湯，特別愛吃肉，沒有討厭的食物（除了古怪食物之類）。興趣是慢跑但不會勉強，也喜歡玩黏土和泡澡。
目前於各家live house打工。被其他團員暱稱「小多惠（おたえ）」。從小學開始接觸吉他，擁有不俗的演奏技巧。加入樂團前習慣獨自行動，在與大家一同演奏後受到那份快樂帶來的衝擊，因而決定加入樂團。蕾的兒時玩伴。為了磨練技巧一度擔任RAS的臨時吉他手，秋秋想正式邀請成為RAS正式吉他手但拒絕。
個性有些天然，有時會做出預想外的舉動。每天早上都有晨跑的習慣，體力是所有團員中最好的。非常喜歡兔子，家裡就養了很多隻寵物兔子。
牛込美（聲：西本梨美）
貝斯手。花咲川女子學園高中一年級生（動畫第一季、手遊二週年前）→高中二年級生（動畫第二季起、手遊二週年後）→高中三年級生（手遊六週年後）。
生日3月23日，白羊座。身高150cm。血型A型。喜歡的食物為巧克力、肉以及鮮奶油，不喜歡薄荷巧克力味道的東西。興趣是玩遊戲和看書，特別是恐怖類。
使用的粉色貝斯為姐姐所留下。團員以「里美琳（りみりん）」稱呼她。非常喜歡巧克力螺旋麵包，是山吹烘焙坊的常客。樂團的作曲擔當。百合的親妹妹，偶爾會和姐姐一同作曲。
性格較為怯懦，一度卻步於香澄的組團邀請，但在某次幫忙演出後體驗了奏樂的悸動而決定加入樂團。曾經嘗試作詞作為姐姐的生日禮物。升上高二後因姐姐出國留學而感到寂寞，不時會拍攝與團員一起活動的照片留念，並藉此與姐姐分享自己的生活。
山吹沙綾（聲：大橋彩香）
鼓手。花咲川女子學園高中一年級生（動畫第一季、手遊二週年前）→高中二年級生（動畫第二季起、手遊二週年後）→高中三年級生（手遊六週年後）。
生日5月19日，金牛座。身高157cm。血型B型。喜歡的食物為香蒜辣椒義大利麵、起司，討厭的食物為生海鮮。興趣是唱卡啦OK、觀看棒球賽、收集髮飾。
上學之餘會在家裡的麵包店「山吹烘焙坊」幫忙。能夠理解香澄說的話的好朋友。有時練習會帶麵包作為慰勞品。
中學時曾和其他人組成樂團「CHiSPA」，但在一次演出前由於母親生了重病而臨時趕往醫院，導致無法一同演出，認為是自己給其他團員添了麻煩，從此不再觸碰樂團。得知這件事的香澄原本想邀請她，卻因為這件事情兩人吵了一架，後來在母親和弟妹的關懷下，在學園文化祭第二首歌開演前趕到，和香澄等人一起演出，並從此加入了樂團。
因為經常幫家裡的麵包店，所以人際關係也算好，認識鶇、育美等同樣至少幫家裡打理店舖的人，跟巴更是好朋友。有喜歡拍攝風景照的習慣，希望借此可以留下回憶。
曾打算高中畢業後繼承家業，但因而被父親責罵，原因是看出自己仍然未找到任何人生目標，受父親責罵感到非常傷心地而決定離家出走，後來跟popipa眾人開解下決定打消念頭，會在高中三年級尋找人生目標，得到父母認同。
市谷有咲（聲：伊藤彩沙）
鍵盤手。花咲川女子學園高中一年級生（動畫第一季、手遊二週年前）→高中二年級生（動畫第二季起、手遊二週年後）→高中三年級生（手遊六週年後）。
生日10月27日，天蠍座。身高152cm。血型AB型。喜歡的食物為餡蜜、玄米及水煮蛋，討厭蔥類。興趣是盆栽和瀏覽網路。
當鋪「流星堂」的孫女，平時喜歡待在家裡，興趣是修剪盆栽。家中倉庫的地下室作為團練室。
以前曾經學過鋼琴，後來為了準備升學考試而中止。認識香澄後被捲入了她的生活甚至樂團裡，也因此買了一個新鍵盤。說話很毒，經常毫不留情地吐槽香澄的一言一行，但其實只是無法坦白的說出自己的想法而已。但有外人在場時會注重表面形象，也有不坦率的一面。對於樂團的事雖然常常表現出漠不關心的樣子，實際上卻是相當重視。
升上高二後擔任學生會書記，與紗夜一同輔助燐子處理學生會事務。音樂學校時期便認識蕾亞，但兩人專精的方向不同，在校內並無交集；由於當時非常努力獲得星星貼紙，被蕾亞等同學們起了「星星貼紙少女」的綽號。在燐子畢業而辭去學生會會長時，跟美咲猜拳決定學生會會長是誰。
升上三年級後，支持當初猜拳結果而決定成為學生會會長的美咲。

## Afterglow
住在商店街的五位兒時玩伴所結成的王道搖滾樂團。
美竹蘭（聲：佐倉綾音）
主唱兼吉他擔當，羽丘女子學園高中一年級生（動畫第一季、手遊二週年前）→高中二年級生（動畫第二季起、手遊二週年後）→高中三年級生（手遊六週年後）。
生日4月10日，白羊座。身高157cm。血型A型。喜歡偏苦的點心，討厭的食物為豌豆。
百年以上花道家族的獨生女，性格不服輸的同時亦有容易感到寂寞的一面。重視情義對朋友及商店街的一切都非常珍惜，擅長花藝和包裝。視友希那為競爭對手。
升上國二時只有自己與其他人不同班，幾個兒時玩伴經由鶇的提議組成了樂團。起初和父親缺乏溝通，在樂團與花道之間難以取得平衡，最終以鶇的病倒和團員間的爭吵為契機解開了心結，用音樂向父親傳達了自己的想法並得到其支持。對父親每次都前來觀看演唱會一事感到相當羞恥。
姓氏“美竹”来自于涩谷区（原丰多摩郡涩谷町）美竹町，现涩谷的一部分，美竹公园附近。
青葉摩卡（聲：三澤紗千香）
吉他手。羽丘女子學園高中一年級生（動畫第一季、手遊二週年前）→高中二年級生（動畫第二季起、手遊二週年後）→高中三年級生（手遊六週年後）。
生日9月3日，處女座。身高158cm。血型B型。喜歡的食物為麵包，不喜歡辣的東西。興趣是收集點數卡和睡覺。
平時口調緩慢而慵懶，大部分情況下都很我行我素，對重要的人們相當珍惜。擅長持之以恆地做某件事，吉他便是其中之一。
和莉莎在同一間便利商店打工，偶爾會交換和兒時玩伴相處的意見。十分喜欢面包，是山吹烘焙坊的常客。
姓氏“青叶”来自于涩谷区（原丰多摩郡涩谷町）青叶町，现涩谷的一部分。
上原緋瑪麗（聲：加藤英美里）
貝斯手。羽丘女子學園高中一年級生（動畫第一季、手遊二週年前）→高中二年級生（動畫第二季起、手遊二週年後）→高中三年級生（手遊六週年後）。
生日10月23日，天秤座。身高155cm。血型B型。喜歡巧克力及便利商店的甜點，討厭的食物為香菇。興趣是品嚐各式便利商店的甜點並進行評比。
性格開朗，平易近人，以團長的身分統合各個頗具個性的團員。習慣用「欸、欸、哦——（えい、えい、おー）」作為集氣口號，然而若非特殊情況，鮮少有團員願意答腔。淚點較低，拿感人類型的故事沒轍。與里美同為薰的忠實粉絲。
姓氏“上原”来自于涩谷区（原丰多摩郡代代幡町）上原，即代代木上原。
宇田川巴（聲：日笠陽子）
鼓手。羽丘女子學園高中一年級生（動畫第一季、手遊二週年前）→高中二年級生（動畫第二季起、手遊二週年後）→高中三年級生（手遊六週年後）。
生日4月15日，白羊座。身高168cm。血型O型。喜歡豚骨醬油拉麵，沒有討厭的食物。
生性豪爽，充滿魄力的美人。善於時尚打扮，在女同儕間有著不亞於薰的人氣。在商店街的慶典負責和太鼓的演奏，相當受到街坊鄰居的青睞。亞子的親姐姐，相當惦念亞子的成長與煩惱。
姓氏“宇田川”来自于涩谷区（原丰多摩郡涩谷町）宇田川町。
羽澤鶇（聲：金元壽子）
鍵盤手。羽丘女子學園高中一年級生（動畫第一季、手遊二週年前）→高中二年級生（動畫第二季起、手遊二週年後）→高中三年級生（手遊六週年後）。
生日1月7日，摩羯座。身高156cm。血型A型。喜歡媽媽烤的蛋糕，不擅長黑咖啡。興趣為收集沐浴劑。
家中經營羽澤咖啡店，五人之中最平凡的一名女孩。再小的事都不會輕言放棄，積極努力的性情扶持著團員們的心。國二時為了因分班而感到寂寞的蘭，由緋瑪麗提到的「空氣樂團」話題靈機一動提出組成樂團的想法。學生會成員，升上高二後成為學生會副會長，協助日菜處理學生會事務，日菜畢業後接任羽丘學生會會長。
姓氏“羽泽”来自于涩谷区（原丰多摩郡涩谷町）羽泽町，现广尾的一部分，羽泽花园附近。

## Pastel*Palettes
在藝能事務所的意向下組成的偶像樂團。
丸山彩（聲：前島亞美）
主唱。花咲川女子學園高中二年級生（動畫第一季、手遊二週年前）→高中三年級生（動畫第二季起、手遊二週年後）→四叶女子大学（手遊六週年後）。
生日12月27日，摩羯座。身高156cm。血型A型。喜歡的食物為蛋包飯、漢堡排等西餐，討厭的食物為章魚。興趣是社交網絡及研究自拍技巧。
因憧憬偶像而進入藝能事務所，堅持不懈的努力家。不擅長正式上場和即興演出，經常因此被日菜捉弄。相貌平凡，平時即使沒有變裝也不太會被人認出，本人對此感到相當不甘心，但隨著自己和樂團知名度變高後，卻反而希望被人認出變裝時的自己。網路自搜中毒者。和花音在同一間速食店打工。
姓氏“丸山”来自于中野区（原丰多摩郡野方町）丸山。
冰川日菜（聲：小澤亞李）
吉他手。羽丘女子學園高中二年級生（動畫第一季、手遊二週年前）→高中三年級生（動畫第二季起、手遊二週年後）→庆鹏女子大学（手遊六週年後）。
生日3月20日，雙魚座。身高156cm。血型AB型。喜歡的食物為薯條、口香糖和糖果等垃圾食品，討厭的食物為豆腐、腐皮等味道清淡的東西。興趣是製作薰香精油。
做任何事都得心應手的天才少女，習慣有話直說，不擅體察旁人的難處。紗夜的雙胞胎妹妹，相當敬愛紗夜。羽丘天文社唯一的社員，經常在校內鼓搗一些千奇百怪的活動，升上高三成為羽丘的學生會長後，也經常提出一些千奇百怪的建議。畢業後把學生會長交給鶇。
姓氏“冰川”来自于中野区（原丰多摩郡中野町）冰川町，现东中野的一部分，中野冰川神社附近。
白鷺千聖（聲：上坂堇）
貝斯手。花咲川女子學園高中二年級生（動畫第一季、手遊二週年前）→高中三年級生（動畫第二季起、手遊二週年後）→四叶女子大学（手遊六週年後）。
生日4月6日，白羊座。身高152cm。血型B型。喜歡的食物為紅茶、味道清淡的東西及巴西莓碗，不喜歡納豆。興趣是在咖啡廳喝茶、逛街。
自幼以童星身份活躍的女演員。擁有堅毅的職業意識，思想較為現實，十分敬重心懷夢想的彩。珍惜能與自己毫無顧忌相處的朋友，常和花音相約咖啡廳談心。家中育有一隻黃金獵犬。薰的兒時玩伴，對五年間言行變得極度浮誇的薰感到頗為不滿，但感情似乎與從前並無改變。繪畫技巧拙劣，電車笨蛋，不擅分辨各種電車的行駛方向，每當跟容易迷路的花音一起遠行時都會給人不放心的印象。
姓氏“白鹭”来自于中野区（原丰多摩郡野方町）白鹭。
大和麻彌（聲：中上育實）
鼓手。羽丘女子學園高中二年級生（動畫第一季、手遊二週年前）→高中三年級生（動畫第二季起、手遊二週年後）→庆鹏女子大学（手遊六週年後）。
生日11月3日，天蠍座。身高161cm。血型O型。喜歡的食物為蔬菜沙拉棒，對高級食材沒轍。興趣為接觸器材。
起初以錄音師身份暫代鼓手一職，後經千聖推薦正式成為樂團的一員。機械宅，只要談到機械相關的話題便會淘淘不絕。在校與薰同屬戲劇社，擔任舞台導演。有躲在窄小空間的癖好。
「呼嘿嘿」是大和麻彌的笑聲習慣。
姓氏“大和”来自于中野区（原丰多摩郡野方町）大和町。
若宮伊芙（聲：秦佐和子）
鍵盤手。花咲川女子學園高中一年級生（動畫第一季、手遊二週年前）→高中二年級生（動畫第二季起、手遊二週年後）→高中三年级生（手遊六週年後）。
生日6月27日，巨蟹座。身高163cm。血型A型。喜歡的食物為薑餅，討厭的食物為米糠醬菜。興趣為觀賞時代劇。
日籍父親與芬蘭籍母親所生的歸國子女。原模特兒。性格率真，待人溫柔，憧憬著武士道。處事積極且充滿活力，在校同時隸屬花道社、茶道社以及劍道社。在羽澤咖啡店打工。不擅長鬼故事。
姓氏“若宫”来自于中野区（原丰多摩郡野方町）若宫。

## Roselia
身懷高超技術的本格派樂團。
Roselia成员的姓氏均来自于东京都港区地名。
湊友希那（聲：相羽亞衣奈）
主唱。羽丘女子學園高中二年級生（動畫第一季、手遊二週年前）→高中三年級生（動畫第二季起、手遊二週年後）→四叶女子大学（手遊六週年後）。
生日10月26日，天蠍座。身高155cm。血型A型。喜歡的食物為蜂蜜茶及莉莎做的餅乾，也因此對餅乾頗有講究。討厭的食物為苦瓜等苦的東西。貓痴。喜歡喝咖啡，由於怕苦總是放很多砂糖。
平時端莊冷靜，鮮少在他人面前展露表情。心格堅定，對於自己相信的事物絕不輕易懷疑。面對音樂一心一意。莉莎的兒時玩伴。
起初為了實現父親的願望，以在FUTURE WORLD FES.演出為目標而成立樂團。原先只將樂團視作達成目標的媒介，後以經紀公司的邀約以及團員們的質問為契機，堅定了自己的決心並與Roselia的成員們共有了一同登上頂點的夢想。
姓氏“凑”来自于港区（原芝区）凑町，现滨松町和海岸的一部分。
冰川紗夜（聲：工藤晴香）
吉他手。花咲川女子學園高中二年級生（動畫第一季、手遊二週年前）→高中三年級生（動畫第二季起、手遊二週年後）→庆鹏女子大学（手遊六週年後）。
生日3月20日，雙魚座。身高161cm。血型AB型。喜歡的食物為薯條、口香糖和糖果等垃圾食品，討厭的食物為紅蘿蔔。喜欢狗。
花女的風紀委員，性格嚴謹認真，對自己及他人都要求嚴格，不懂得手下留情，稍微有些神經質。凡事皆以理論為基礎進行思考，面對目標絕不懈怠絲毫的努力。
日菜的雙胞胎姐姐，對無需努力也總能輕易超越自己的妹妹抱有心結。在對音樂的追求與執著上和友希那志同道合，受其邀請組成樂團。起初認為技術與正確性才是一切，加入Roselia後逐漸找到屬於自己的音色，和日菜的關係亦趨於好轉。升上高三後輔助燐子處理學生會事務。
姓氏“冰川”来自于港区（原赤坂区）冰川町，现赤坂的一部分，赤坂冰川神社附近。
今井莉莎（聲：遠藤祐里香→中島由貴）
貝斯手。羽丘女子學園高中二年級生（動畫第一季、手遊二週年前）→高中三年級生（動畫第二季起、手遊二週年後）→四叶女子大学（手遊六週年後）。
生日8月25日，處女座。身高158cm。血型O型。喜歡的食物為筑前煮、醋拌涼菜。討厭的食物為綠色奶昔或蔬菜汁。喜歡編織，不時會送友希那自己手製的編織物。
熟悉時尚，善於照顧他人，Roselia的支柱。友希那的兒時玩伴。和摩卡在同一間便利商店打工，偶爾會互相交換與兒時玩伴相處的建議。
從前便會彈奏貝斯，但因認為自己跟不上友希那而一度放棄。後以亞子的入團測試為契機重新下定決心，立志陪伴友希那直到最後。性格爽朗，朋友眾多，以熱情活絡樂團的氣氛與成員之間的溝通，在團員們心中是Roselia不可或缺的存在。
姓氏“今井”来自于港区（原麻布区）今井町，现六本木的一部分。
宇田川亞子（聲：櫻川惠）
鼓手。羽丘女子學園國中三年級生（動畫第一季、手遊二週年前）→高中一年級生（動畫第二季起、手遊二週年後）→高中二年級生（手遊六週年後）。
生日7月3日，巨蟹座。身高148cm，血型B型。喜歡的食物為洋芋片、雷根糖，討厭的食物為海參、青椒。興趣是研究帥氣的事物。
巴的親妹妹。基於對姐姐的崇拜開始打鼓，總是在追求「帥氣」的事物，中二的言行為該動機的副產物。
因憧憬Roselia的帥氣而向友希那和紗夜毛遂自薦，屢次挑戰後以出色的演奏加入樂團。Roselia的氣氛製造者。和燐子為同款線上遊戲的玩家，兩人交情良好。
故事第二季直升羽丘高中部，明日香、六花的同班同學。六花口中帥氣的鼓手朋友。
姓氏“宇田川”来自于港区（原芝区）宇田川町，现新桥和滨松町的一部分。
白金燐子（聲：明坂聰美→志崎樺音）
鍵盤手。花咲川女子學園高中二年級生（動畫第一季、手遊二週年前）→高中三年級生（動畫第二季起、手遊二週年後）→四叶女子大学（手遊六週年後）。
生日10月17日，天秤座。身高157cm。血型O型。喜歡喝熱牛奶，討厭芹菜。興趣為線上遊戲和填字遊戲。
性格文靜的室內派。起初看上去內向而缺乏自信，但只要決心去做便會窮極所能，在鋼琴與線上遊戲等方面皆有所體現。深受友希那的歌聲吸引，憑藉精湛的琴藝與亞子一同加入樂團。Roselia的表演服裝皆由其手工製作。
學校的圖書館管理員，升上高三後擔任花女的學生會長。內向，曾為了改變自己前往多個社團進行「體驗入社」。不擅長待在人多的地方，接下學生會長的原因之一便是為了克服該弱點。
姓氏“白金”来自于港区（原芝区）白金地区（白金、白金台等地）。

## Hello, Happy World!
以「讓世界充滿笑容」為目標而組成的樂團。
Hello, Happy World! 成员的姓氏均来自于东京都世田谷区地名。
弦卷心（聲：伊藤美來）
主唱。花咲川女子學園高中一年級生（動畫第一季、手遊二週年前）→高中二年級生（動畫第二季起、手遊二週年後）→高中三年級生（手遊六週年後）。
生日8月8日，獅子座。身高155cm。血型B型。什麼食物都喜歡。
富裕家庭出身的獨生女。喜歡到處尋找開心的事，好奇心旺盛，想到就做的行動派，以「花咲川的異空間」聞名。
於一次尋找快樂事物的途中邀請花音與自己同台表演，以此為契機決定組成樂團。不知道美咲就是米歇爾，「笨蛋三人組」的其中一員。外出時總有數名黑衣人隨行護駕。花女天文社唯一的社員，與同為天文社的日菜交情良好。
大而化之的性格下對團員們觀察入微，十分了解每一位團員的本質。
姓氏“弦卷”来自于世田谷区（原荏原郡驹泽町）弦卷。
瀨田薰（聲：田所梓）
吉他手。羽丘女子學園高中二年級生（動畫第一季、手遊二週年前）→高中三年級生（動畫第二季起、手遊二週年後）→四葉女子大学（手遊六週年後）。
生日2月28日，雙魚座。身高170cm。血型AB型。為了塑造形象自稱喜歡葡萄汁、薩赫蛋糕及維希奶油冷湯，原因是讀起來很帥。真正喜歡的食物是年糕湯，討厭的食物是生海鮮。興趣為閱讀哲學書籍。
隸屬戲劇社，容姿秀麗、身材出眾，身旁總是圍繞著女性粉絲，校內第一的名人。常引用莎士比亞等偉人的名言，但不全然了解其中的內容。不知道美咲就是米歇爾，「笨蛋三人組」的其中一員。怕鬼、恐高，只要投入角色便能暫時克服。口頭禪為「虛幻（儚い）」。看似吊兒郎當，實則心思細膩，擅於照顧旁人的情緒。
基於雙親的交情自幼認識千聖，千聖的兒時玩伴。過去性格十分內向，中學時為了改變膽小的自己，以演戲為契機塑造了如今的王子形象。
姓氏“濑田”来自于世田谷区（原荏原郡玉川村）濑田。
北澤育美（聲：吉田有里）
貝斯手。花咲川女子學園高中一年級生（動畫第一季、手遊二週年前）→高中二年級生（動畫第二季起、手遊二週年後）→高中三年級生（手遊六週年後）。
生日7月30日，獅子座。身高152cm，血型O型。喜歡的食物為自家的可樂餅、肉以及咖哩，沒有討厭的食物。興趣為跑步，特別是馬拉松。
情緒豐富，天真活潑。運動神經極佳，當地的壘球選手。家中經營北澤精肉店。不知道美咲就是米歇爾，「笨蛋三人組」的其中一員。香澄的兒時玩伴，升上高中後二人因同班重聚，但一時之間沒能認出改變髮型的香澄，直至在「CIRCLE」聚會時才回想起來。
男孩子氣的外表下有著注重打扮和喜歡可愛事物的一面。曾扮演「瑪麗」參加商店街的吉祥物大賽，與米歇爾並列第一名的寶座。
姓氏“北泽”来自于世田谷区（原荏原郡世田谷町）北泽，即下北泽。
松原花音（聲：豐田萌繪）
鼓手。花咲川女子學園高中二年級生（動畫第一季、手遊二週年前）→高中三年級生（動畫第二季起、手遊二週年後）→慶鵬女子大學（手遊六週年後）。
生日5月11日，金牛座。身高156cm。血型O型。喜歡的食物有美味的點心、蛋糕、咖啡、以及紅茶，不喜歡菇類。興趣為欣賞水母和逛咖啡廳。
性格內向，稍微有些迷糊。重度路痴。溫柔而不擅長拜託和拒絕他人，容易被捲入麻煩。千聖的好友，兩人不時會相約在咖啡廳談心。與彩在同一間速食店打工。
某次準備放棄打鼓之際偶遇正在找樂子的心，陰錯陽差下受其邀請加入樂團。認為心充滿了自己所不具備的特質，並對這樣的她心懷憧憬。平時十分怯懦，緊要關頭則會變得可靠，據心所言是樂團之中最勇敢的人。
姓氏“松原”来自于世田谷区（原荏原郡松泽村）松原。
米歇爾／奧澤美咲（聲：黑澤朋世）
DJ。花咲川女子學園高中一年級生（動畫第一季、手遊二週年前）→高中二年級生（動畫第二季起、手遊二週年後）→高中三年級生（手遊六週年後）。
生日10月1日，天秤座。血型A型。未著米歇爾衣裝時身高157cm。喜歡的食物為家庭餐廳的料理，討厭的食物為香菜。興趣是手製羊毛氈並送給妹妹。對同為吐槽役的有咲深感同情。
作為DJ 的同時也是樂團的吉祥物。演奏時以米歇爾的身份登台，平日自稱其代理人，負責整合大家天馬行空的想法並付諸實行。
起初不願與心扯上關係，被迫加入樂團後逐漸受到感染，不知不覺中也產生「想為世界帶來笑容」的想法。樂團之中除了花音沒有人知道自己就是米歇爾，替無論怎麼解釋都沒能理解該事實的心、薰和育美取了「笨蛋三人組」的稱號。
姓氏“奥泽”来自于世田谷区（原玉川村）奥泽。

## RAISE A SUILEN
集結了實力派演奏者的「最強」搖滾樂團。
蕾亞／和奏蕾依（聲：Raychell）
主唱兼貝斯手。都立藝術學院高校音樂科高中二年生（動畫第二季起、手遊三週年～六週年）→高中三年級生（手遊六週年後）。
生日1月13日，摩羯座。身高172cm。血型A型。喜歡喝熱牛奶，特別是加了蜜糖，討厭的食物為黑咖啡及海參。興趣是做一些伸展運動。
小時候就喜歡唱歌，是一位除了會合唱和兼職唱歌工作，還會懂得彈貝斯的歌姬。言行成熟，會與人保持距離感。多惠的兒時玩伴。
由於年少時唱歌所表現出來的天賦，而被別人敬而遠之，因此感到寂寞，這時候只有多惠願意做朋友，之後承諾一起組團，也開始練習彈貝斯，但因家人工作關係而跟多惠分開。之後在一次表演中遇見麥絲琴，被指是同一類人，同時也被知道自己因怕太出眾而不盡力唱，之後互相成為朋友，後來在秋秋邀請下成為RAS貝斯手兼主唱。再遇多惠後，想邀請多惠加入樂團，但最終支持她回歸Poppin'Party。是有咲在音樂學校時的同校生。後來秋秋因RAS失利而生氣時，一度鼓勵秋秋。
Lock／朝日六花（聲：小原莉子）
吉他手。羽丘女子學園高中一年級生（動畫第二季起、手遊三週年～六週年）→高中二年級生（手遊六週年後）。
生日7月17日，巨蟹座。身高155cm。血型A型。喜歡的食物是銅鑼燒、烤地瓜，不太喜歡內用的拉麵（因為會燒焦）。興趣是彈吉他（雖然是左撇子卻使用右手吉他）。
岐阜縣出身。自認自己不幸體質，但有著不服輸的一面。在位於商店街一角的live house「GALAXY」兼職工作，在RAISE A SUILEN未組成前夢想希望總有一天組成樂團參加表演。喜歡Poppin'Party。因為名字開頭是「A(あ)」的關係，學號總是編最前。雖然性格有點內向，但進入認真狀態時會跟平時完全不同。表演時會放下頭髮和脫下眼鏡，吉他技術非常高。
原在岐阜時跟另外三名同學組成樂團，但不想只單純興趣愛好而組樂團，之後受電視影響決定考入羽丘。現居住在叔母經營的澡堂。在文化祭時為了幫Poppin'Party 拖延時間，自己進行即興表演，其表演被秋秋留意并尝试招募她，起初由于顾及Poppin'Party的感受而表现未能使秋秋满意，Poppin'Party后来做了新曲鼓励她放开束缚而最终使演奏满足秋秋的要求而成功加入RAS。
麥絲琴／佐藤增姬（聲：夏芽）
鼓手。白雪學園高中二年級生（動畫第二季起、手遊三週年～六週年）→高中三年級生（手遊六週年後）。
生日5月12日，金牛座。身高170cm。血型B型。喜歡的食物為拉麵、蔬菜咖哩，沒有討厭的食物。興趣是看漫畫及騎電單車兜風 。
蔬果店兼Live House 「GALAXY」老闆的女兒，因憧景同樣是鼓手的父親而開始樂團活動。性格穩重可靠，但太沉醉演奏時會即興製造非常喧嘩的聲音，因十分可怕而被稱為「狂犬」。與蕾亞一直以來是同事關係。閒時會制作蛋糕。與成熟的外表不同喜歡可愛的東西，一度稱六花和亚子可愛。
原先曾與其他人組成樂團，但因不滿成員們只當是興趣的心態而離開。之後在一次表演中跟蕾亞認識，認為大家都是同一類人。平常樣貌似兇惡的不良少女，但只是刀子口豆腐心，曾開導因被秋秋邀請而感到迷惘的六花。相當敬重同為鼓手的麻彌。
帕蕾歐／鳰原令王那（聲：倉知玲鳳）
鍵盤手。加茂川中央中學國中二年級生（動畫第二季起、手遊三週年～六週年）→國中三年級生（手遊六週年後）。
生日3月25日，白羊座。身高162cm。血型O型。13岁。喜歡的食物為高麗菜，討厭的食物為香菜和生洋蔥。對偶像（特別是Pastel*Palettes）非常崇拜。
利用學習電子琴的經驗轉彈鍵盤。由秋秋發掘並邀請加入樂隊，所以對她十分感激與仰慕，故稱她為「秋秋大人（チュチュ様）」或「主人（ご主人様）」。致力打造可愛的事物。Pastel*Palettes的狂熱粉絲。頭髮原本应该是偏黑色，会通过带假发来将头发变成不同間條顏色。曾表示她因被秋秋發掘而得到救贖，因而經常跟秋秋行動，有時候當秋秋發脾氣時會適當制止她。但是在RAS首次失利后，因誤认为RAS不再需要她一度躲着，但在六花、秋秋等人劝说下回归。
家在千葉縣，她在学校是班长兼手工艺社副社长，学业和运动了得，而且為人相當低調。偶像宅，睡房里有大量Pastel*Palettes的周边产品，經常會在社交媒體關注Pastel*Palettes。弹奏电子琴的技术也了得，有上传弹奏视频到分享网站，但收看率不高，是在秋秋留意她的视频后赏识并招募了她。
秋秋／珠手知由（聲：紡木吏佐）
DJ。青葙國際學校10年級生（動畫第二季，換算國高中制度為高中一年級生）→11年級生（動畫第三季、手遊三週年後，換算國高中制度為高中二年級生）→12年級生(換算國高中制度為高中三年級生）。
生日12月7日，射手座。身高140cm。血型A型。喜歡的食物為牛肉乾，討厭的食物為沙拉，若是加了沙拉醬會吃一點。興趣是鑑賞音樂。
年僅14歲就以優秀的成績跳級的天才。善用DTM作曲的音樂制作人。夢想是用自己最強的音樂改變世界。職業意識很強，非常自信，雖然態度傲慢卻不失禮節。有幫其他成員起別名或稱號的習慣。
母亲是著名的小提琴演奏家，一直努力栽培知由学习乐器，但知由的演奏水平始终无法达到更高的水平，而父母对其水平不足的疏於關心也使她缺少家庭的爱护，進而使她希望带领自己的樂團来达到母亲的期望。原本在Roselia的主辦演唱會之後向友希那表示希望成為Roselia的製作人但被拒絕，後來自創樂團並成功邀請蕾亞、帕蕾歐和麥絲琴加入樂團，想邀請多惠但被拒絕，轉而留意跟Poppin'Party很友好的六花，決定邀請六花成為正式吉他手。在六花最终同意加入后，利用场地优势发起挑战并首次击败Roselia。可能由於年僅14歲以及過於得到父母認同感到焦慮，多次做出像要求團員禁止与其他樂團来往的行為，後來不小心一氣之下罵走帕蕾歐，在蕾亞的鼓勵下，跟六花等人劝说帕蕾歐回归。

## Morfonica
演奏幻想世界觀的小提琴搖滾樂團。由名門大小姐學校月之森女子學園的一年級生所組成，團員中的真白和透子已於遊戲第二季主線中先行登場。
Morfonica成员的姓氏均来自于东京都品川区地名。
仓田真白（聲：進藤天音）
主唱。月之森女子學園高中一年級生（手遊三週年～六週年）→高中二年級生（手遊六週年後）。
生日2月19日，血型O型。雙魚座。身高154cm。喜歡的食物為燉煮牛肉，討厭菠菜、青豆及胡蘿蔔等小孩子不喜歡的食物。興趣是編織。
性格安靜的女孩。入學後由於周圍淨是才華洋溢的學生而倍感壓力，加入樂團後逐漸變得積極正向。樂團的作詞擔當，想像力豐富，不時會沉浸在自己的幻想當中。
最早出場于2019年的遊戲主线剧情。游戏三週年後以整支乐队的形式正式登場。
姓氏“仓田”来自于品川区（原荏原郡大井町）大井仓田町，现大井的一部分。
桐谷透子（聲：直田姬奈）
吉他手。月之森女子學園高中一年級生（手遊三週年～六週年）→高中二年級生（手遊六週年後）。
生日12月16日，射手座。身高164cm。血型O型。喜歡的食物為即食炒麵，討厭的食物為薄荷味的口香糖。興趣是社交網路及服裝設計。
在學校和SNS都受相當受歡迎，性格開朗但常闖禍。
姓氏“桐谷”来自于品川区（原荏原郡大崎町）桐谷，现大崎的一部分。
广町七深（聲：西尾夕香）
貝斯手。月之森女子學園高中一年級生（手遊三週年～六週年）→高中二年級生（手遊六週年後）。
生日6月16日，雙子座。身高157cm。血型A型。喜歡辣味及具有特色的料理，沒有討厭的食物。興趣是收集贈品。
憧憬著平凡，稍微有些奇怪的少女。在融入團體時會隱藏真實的自己。由於時下正流行少女樂隊而加入樂團，期望藉此體驗到快樂的青春。
實為面對任何事都能迅速上手的天才，為了避免旁人的疏遠而隱藏自身的才能。
姓氏“广町”来自于品川区（原荏原郡品川町）广町。
二叶筑紫（聲：mika）
鼓手兼團長。月之森女子學園高中一年級生（手遊三週年～六週年）→高中二年級生（手遊六週年後）。
生日9月15日，處女座。身高150cm。血型B型。喜歡的食物為母親做的咖哩，討厭的食物為綠色蔬菜。興趣是變換髮型。
總是自信滿滿的班長。為了成為大家的典範而十分努力，然而冒失的性格常致其不時出錯。以成為可靠的人為目標奮鬥中。
姓氏“二叶”来自于品川区（原荏原郡荏原町，后设置荏原区）二叶。
八潮瑠唯（聲：Ayasa）
小提琴手。月之森女子學園高中一年級生（手遊三週年～六週年）→高中二年級生（手遊六週年後）。
生日11月19日，天蠍座。身高169cm。血型AB型。喜歡的食物為白玉紅豆湯，不喜歡重口味及個性濃烈的食物。沒有特別的興趣。
學年第一的才女。性格冷淡，習慣將頂點視為目標。小時候跟燐子是好朋友。燐子沒有再參加音樂比賽後，認為音樂已沒有意義而一度放棄音樂，直到遇見真白等人才重返音樂的世界。樂團的作曲擔當。
姓氏“八潮”来自于品川区八潮，是因填海而产生的埋立地。

## MyGO!!!!!
《BanG Dream!》策划中第五组真人演奏的乐队。
高松燈（聲：羊宮妃那）
主唱。羽丘女子學園高中一年級生。
生日11月12日。天蝎座。身高155cm。喜歡的食物為金平糖、拌飯海苔、香鬆粉，討厭吃含有「生命」的食物像蛋、鮭魚子和明太子。有收集石頭、OK繃和漂亮的葉子等東西的習慣。
人稱「羽丘的怪女生」，不會跟任何人有交流，但其實是本身性格非常內向不敢跟人說話。自認自己唱功不好，但仍會努力。本身是非常感性的人，所以容易受周遭影響，也很在意自己對別人的看法。在MyGO!!!組成後被視為大家的吉祥物。
在初中时和當時就讀月之森的豐川祥子在天橋上认识，後來组建过樂團CRYCHIC，但在一次演出后，祥子没再出席练习并宣布离开，最后樂團解散，覺得可能是跟自己唱功不好有關所以情緒低落。
有一本筆記本記錄之前自己所寫的歌詞。愛音一次無意看到筆記內容後想邀請入團，但受到以前所待的上個樂團的不好回憶的影響，反問一句「你真的能一輩子和我組樂團嗎？」，後因知道自己說了奇怪的話而逃跑。後來在愛音再三追問下自白自己之前在上個樂團的事，對於愛音仍然堅持跟自己組樂團非常高興。
千早愛音（聲：立石凜）
吉他手，羽丘女子学园高中一年级学生。
具备相当的交流力和行动力，有点爱慕虚荣和想出风头，但个性积极善良，关心他人，心思细腻。起名品味很差而被同伴们抱怨。
初中时学习成绩优异，并组建过乐队。之后留学英国，但由于无法适应，一年后回国并入读羽丘女子学园。偶然看到燈记录歌词的笔记本后，在了解到灯的过去，希望和她组建新的乐队。
長崎爽世（声：小日向美香）
贝斯手，月之森女子学园高中一年级学生。
是原CRYCHIC的贝斯手，经常照顾众人，在乐队产生矛盾会努力劝解。上高中后偶然从爱音得知灯和祥子都在羽丘女子學園，与爱音组建樂團，也以此吸引了灯和立希回归樂團。在现樂團第一次演出中演唱了CRYCHIC的歌曲并且被祥子看到演出后离开，表现出生气的态度。之后疏远灯众人，试图向祥子解释但被祥子斥责自私，最后被现在樂團的行动所感动，放弃重建旧樂團的执念，重新投入新樂團。
旧姓一之濑（一ノ瀬（いちのせ）），五年级时改随母姓跟随母亲，之后家庭变得富裕，按照母亲意愿入读月之森女子学园，由于母亲长期忙于工作而精通家务，经常照顾孩子气的妈妈。
椎名立希（声：林鼓子）
鼓手，花咲川女子学园高中一年级学生。初中时在羽丘女子学园就读，现在有在「RiNG」live house打兼职。
是原CRYCHIC的鼓手，不善社交，对灯抱有十分沉重的感情，只会对灯展现出异常温柔的一面。在爽世与爱音重新组建新樂團并吸引到灯的参加后，也跟随加入新樂團中。有一个大四岁的姐姐，是羽丘女子学园吹奏部部长，参加地区管弦樂團拿过比赛第一名，因此对很多对姐姐的赞誉和能力不及祥子而感到自卑。在CRYCHIC解散後有自学电子编曲。
要乐奈（声：青木阳菜）
吉他手，花咲川女子学园初中三年级學生。
话很少，讲出来的每句话都很短，用词也很简单。性格和行为、喜歡吃的東西都很像猫，因为留意到灯想要組一輩子樂團，覺得很有趣而加入。在《MyGo!!!!!》动画中揭示了是live house“SPACE”主人都筑诗船的外孙女。
是BanG Dream!企劃第一位異色瞳角色。

## Ave Mujica
《BanG Dream!》策划中于2023年2月4日宣布的第六组真人演奏樂團，在经过一轮的宣传后，于2023年6月4日举行了第一次专场演唱会并宣布角色名称（樂團假名）。在《MyGO!!!!!》动画中出现了角色本名与饰演声优，动画最终话公开了角色与假名的关系，播出后宣布制作续作《Ave Mujica》动画时，声优也在Twitter上宣布了自己对应的樂團假名身份。樂團假名取自月湖或月湾名。
三角初華／Doloris（聲：佐佐木李子）
主唱兼吉他手。生日是6月26日。花咲川女子學園高中一年級生，立希的同班同學。偶像組合「sumimi」的結他手，負責為sumimi的歌曲作詞及作曲，因为工作原因而经常旷课。喜歡看星星，在天文馆偶遇过灯并鼓励过她，并且通过CRYCHIC的旧网页知道她的名字。和丰川祥子自小就认识，对祥子有着深厚的情感。
本名為三角初音（／），是豐川祥子祖父与家族别墅管理员的私生女，因为丰川定治为入赘丰川家，没法给予其正当身份，只能让其母亲抚养，三角初華為其同母异父的妹妹名字。丰川定治限制不让初音与祥子接触，只有妹妹初华和祥子接触过，直到一次机缘下冒充妹妹与祥子相遇，初中时正式冒充其妹身份来到东京开展偶像事业。
樂團首次演出時的開幕者兼歌唱者，短劇裡最後加入「閣樓之月」的「人偶」，最後被介紹代號的第五人，誓言為「我毋畏悲傷」。
假名取自悲湖（Lacus Doloris）。
豐川祥子／Oblivionis（聲：高尾奏音）
鍵盤手。生日是2月14日。原CRYCHIC的鍵盤手，羽丘女子学園高中一年级学生，初中时为月之森女子学園。
非常喜歡鋼琴，只要有空閒時間，就會在音樂室裡彈鋼琴。曾经和灯在初中时组建过乐队CRYCHIC，之后由于自己退出而不欢而散。之后看到灯的新乐队的演出后开始组建自己的新乐队Ave Mujica，并要求成员严格遵守演出要求而符合乐队的设定（包括演出时带上面具、禁止公开自己的個人資訊等）。在《MyGo!!!!!》动画最终话的时点时可以看到其家庭窘迫，被若麥从衣着看出经济状况不佳，有个被她称为“混账父亲”的爸爸。《Ave Mujica》动画完善了相关背景：父亲为入赘富裕家族丰川集团，由于一次商业合作导致集团被骗168億损失严重而被家族逐出，祥子不接受被祖父丰川定治继养而跟随父亲。掉落庶民阶层后被迫四处打工维持生计，请求睦保守因贫而转学的秘密，最终意识到无法维持乐队CRYCHIC后将其解散。
由于与若麦在乐队理念上的冲突，加上意识到睦由于自己导致精神异常后，最终暂时解散现乐队Ave Mujica，祖父承接了乐队演出的损失后，让其回本家居住。
樂團首次演出中的短劇 Ave Mujica 的敘述者、唯一自介其代號的人，誓言為「我毋畏遺忘」。
假名取自忘湖（Lacus Oblivionis）。
八幡海鈴／Timoris（聲：岡田夢以）
貝斯手。生日是4月7日。花咲川女子學園高中一年級生，立希的同班同學。貝斯技術達職業水準，為30隊樂隊擔任支援樂手。
樂團的首次演出中，第二位被介紹代號的人，誓言為「我毋畏恐懼」。
假名取自恐湖（Lacus Timoris）。
祐天寺若麥／Amoris（聲：米澤茜）
鼓手。生日是6月1日。都立藝術學院高校高中一年級學生，主修演技，美容系影片上傳者，主要上傳美妝影片，也尝试其他类型的影片制作，后来买入了电子鼓，左右開弓的她使得演奏风格既华丽又特别，被祥子看上她的人气和技术而邀请其加入自己的新乐队。为了尽快利用乐队成名，努力练习鼓技，被海铃认可；同时打破了乐队全员蒙面的设定，和追求乐队音乐性的祥子发生争执。
樂團的首次演出中，第三位被介紹代號的人，誓言為「我毋畏愛」。
假名取自愛情灣（Sinus Amoris）。
若葉睦／Mortis（聲：渡瀨結月）
吉他手。生日是1月14日。原CRYCHIC的吉他手，月之森女子学園高中一年级学生。父亲为人气搞笑艺人若葉隆文，母亲森美奈美为知名演员，家境富裕。平时多沉默寡言，但开口会说出简短但别人不愿面对的事实的话。喜欢黄瓜。
自小就生活在父母的演艺光环之下，与母亲关系生疏，认为只有自己的吉他是真正属于自己的。自小与祥子相识，行动上会偏袒祥子。在祥子退出CRYCHIC时也表示对乐队没兴趣（在《Ave Mujica》中揭示只是自己弹不出“让吉他唱歌”的感觉而顺口回应）而一并退出，之后也向爽世隐藏祥子的行踪，為了祥子而加入她的新樂隊。在与祥子多次组建乐队中，与成员关系最终破裂或紧张，并且若麥解开乐队成员面目，导致乐队更多的公开曝光，在这些心理压力下，出现人格解离现象，产生另一个人格人偶Mortis。在一次若麥与祥子争执乐队的性质时，对乐队现状沮丧而心理崩溃，任由Mortis人格取代自己主人格。虽然Mortis人格更为开朗健谈，而更直接指出众人的痛处，但由于不会演奏吉他，导致众人重新审视乐队存续。尽管试图阻止，但乐队被迫解散。之后情绪失常，试图求救唤醒原本的主人格。
后续通过其母亲的描述和自述，可知其自小就扮演不同人格来适应不同社交场合，“睦”人格是获得自己专属的吉他后幸存下来的人格，“Mortis”则是加入Ave Mujica后作为“睦”的协助者保留下来，其他人格均被消去。其后两个人格就CRYCHIC和Ave Mujica的存留出现分歧，“Mortis”意外抹杀了“睦”。在Ave Mujica重组演出中，“Mortis”和“睦”和解，得到了她弹奏吉他的能力，两个人格疑似共存。
在樂團的首次演出短劇裡、最先被oblivionis介紹代號的第一人，劇中誓言為「我毋畏死亡」。
假名取自死湖（Lacus Mortis）。

## 梦限大MewType
超越夢想（虛擬）與現實的運命共同體（樂團）
夢限大MewType（夢限大みゅーたいぷ）是《BanG Dream!》策劃中的第一支虛擬主播樂隊，2022年7月22日宣佈角色名稱和招募角色中之人，並且不要求會「演奏樂器」。2023年11月9日宣佈正式活动。2023年11月18日，各角色開始直播活動。2023年11月20日，推出第一首原創單曲《夢現妄想世界》，並宣佈會製作相關歌曲的漫畫和迷你動畫。2024年8月24日，舉辦1st LIVE「めたもるふおーぜ」，為真人首次出演線下活動，第一次完整的露出臉部。
仲町阿拉蕾
主唱。
喜歡動漫的少女。行事輕率但容易受傷，經常哭哭。
宫永野乃花
吉他手。
天真爛漫的Trouble Maker。 雖然喜歡照顧別人，但似乎會幫忙。
峰月律
吉他手。
認真坦率的優等生。 對世俗的娛樂和潮流不太了解。
藤都子
键盘手。
內向乖巧的女孩子，不知為何總是將手偶帶在身邊。
千石由乃
DJ及操作人（Mp，manipulator）。
只想一直做自己喜歡的事，像是玩遊戲、看漫畫。 頭腦很好，只要去做就能做到。 其實也有著為夥伴著想的一面…？

## Glitter☆Green
由花咲川女子學園高中部三年級生所組成的樂團，是香澄等人的目標。飾演四人的聲優都是Milky Holmes的成員。动画第二季全部成員畢業。
牛込百合（聲：三森鈴子）
美的姐姐，主唱兼吉他手。不論吉他還是貝斯都很拿手。在學校是游泳社的社長。第二季去了海外留學。在文化祭時短暫回來，以校友身分出席文化祭。
鵜澤莉（聲：橘田泉）
貝斯手。在樂器行打工。第二季以校友身分出席文化祭。
二十騎雛子（聲：德井青空）
鼓手。性格聒噪。第二季以校友身分出席文化祭。
鰐部七菜（聲：佐佐木未來）
鍵盤手。花女的學生會長。在百合生日前詢問里美，Poppin'Party要不要參加生日live。第二季把會長位置交給燐子。以校友身分出席文化祭。

## CHiSPA
沙綾在中學時代所屬的樂團。
海野夏希（聲：福圓美里）
有咲的同班同學，暱稱「小夏（なつちゃん）」，中學時曾經和沙綾組過樂團，吉他手及主唱。
沙綾離開樂團後一直關心沙綾的狀況，得知香澄想招募沙綾，就跟香澄解釋沙綾不喜歡組樂團的原因，希望香澄可以開解沙綾。
升上高二後也一直關注Poppin'Party，為舉辦個人演唱會的Poppin'Party 送上祝賀。也有觀賞其個人演唱會。
川端真結（聲：本泉莉奈）
外校學生，中學時曾經和沙綾組過樂團，鍵盤手。
森文華（聲：朝日奈丸佳）
外校學生，中學時曾經和沙綾組過樂團，貝斯手。
大湖實（聲：南早紀）
沙綾離開樂團後新加入的成員，鼓手。

## CRYCHIC
由高松燈、長崎爽世、椎名立希、丰川祥子及若葉睦於初中時代組成的樂隊，由於祥子退出，因此團體被解散。成员现分属于MyGO!!!!!和Ave Mujica。

## 主要角色的家人
戶山明日香（聲：尾崎由香）
香澄的妹妹，香澄稱呼「小明（あちゃん）」。意志坚定，是很会照顾人的性格。有一定程度的姐控，雖然平時會對姐姐一些行為有不滿，但實際上非常喜歡姐姐。
國中三年級時是就讀花咲川女子學院，游泳社的成員。由於不打算直升高中部因此打算準備高中入學考試。
後成功考入羽丘女子學園。起初以為羽丘校風很好，但之後看了鶇經常要處理成為學生會會長的日菜留下的爛攤子的情況感到無奈。六花、亞子的同班同學。
戶山香織（聲：篠原惠美）
香澄和明日香的母親。
市谷萬實（聲：岡本茉利）
有咲的奶奶，「流星堂」的主人。很歡迎香澄一行人。廚藝似乎很好。
山吹亘史（聲：鈴木琢磨）
沙綾的父親，經營麵包店「山吹烘焙坊」。
山吹千紘（聲：山下麻美）
沙綾的母親。家庭主婦，也會幫忙麵包店。身體較虛弱因此有時會貧血。
山吹純（聲：岩田瑠依）
沙綾的弟弟。
山吹沙南（聲：佳穗成美）
沙綾的妹妹。
花園野野繪（聲：久川綾）
花園的母親，母女同樣都有天然的性格。
湊友希那之父（聲：森川智之）
湊友希那之母（聲：中原麻衣）
珠手美羽（聲：恒松步）
珠手知由的母親。
高松光（聲：伊藤加奈惠）
高松燈的母親。
高松由司（聲：宮田俊哉）
高松燈的父親。
三角初華（聲：无）
三角初音的妹妹，自13歲起被三角初音冒充身份行事，只知道三角家除了初音以外的成員皆已搬至本島居住，其餘情況一概不明。
豐川清告（聲：私市淳）
豐川祥子的父親。
豐川瑞穂（聲：大原沙耶香）
豐川祥子的母親。
豐川定治（聲：寺杣昌紀）
豐川祥子的外公。
森美奈美（聲：澤城美雪）
若葉睦的母親。
若葉隆文（聲：无）
若葉睦的父親。
祐天寺若麥之母（聲：斉木美帆）
祐天寺若麥之妹（聲：山本真綺）
祐天寺若麥之弟（聲：神山佑紀）
八幡海鈴之母（聲：渕上舞）

## 其他人物
都築詩船（聲：小山茉美）
要樂奈的外祖母，live house「SPACE」的主人。曾經是巡迴全國的吉他手。在作品世界中的樂團活动间颇有声望，经常作为演出活动的顾问。
真次璃璃子（聲：儀武祐子）
live house「SPACE」的員工，在游戏世界中之后转为live house「CiRCLE」分店「RiNG」的员工。
月島麻里奈（聲：洲崎綾）
live house「CiRCLE」的主要員工。
能能美子（聲：遠野光）
live house「GALAXY」的店長。